# کینه/بی‌عشق
«کینه/بی عشق» (به انگلیسی: Hard Feelings/Loveless) ترانه‌ای مختلط اثر خواننده و ترانه‌نویس نیوزلندی لرد است که برای آلبوم دوم خود، ملودراما (۲۰۱۷) ضبط شده‌است. لرد ترانه را با جک آنتونوف نوشت با تولید اضافی از فرانک دوکس تولید کرد. این اثر از ژانرهایی مانند موسیقی اینداستریال و موسیقی نویز تأثیر می‌گیرد و از سینث‌سایزر تحریف شده استفاده می‌کند.